# Kirin Cup
Der Kirin Cup ist ein jährlich stattfindendes Fußball-Einladungsturnier der japanischen Bierbrauerei Kirin Brewery. Von 1978 bis 1991 wurden neben der immer teilnehmenden japanischen Nationalmannschaft Vereins- und Nationalmannschaften eingeladen, seit 1992 werden ausschließlich Nationalmannschaften eingeladen. Nach fünf Jahren Pause fand im Juni 2022 wieder eine Austragung statt.

## Sieger und Finalisten
- 2022:  Tunesien
- 2016:  Bosnien und Herzegowina
- 2015:  Japan
- 2014:  Japan
- 2013:  Japan
- 2012: nicht ausgetragen
- 2011:  Japan,  Peru und  Tschechien
- 2010: nicht ausgetragen
- 2009:  Japan
- 2008:  Japan
- 2007:  Japan
- 2006:  Schottland
- 2005:  Peru und  Vereinigte Arabische Emirate
- 2004:  Japan
- 2003: keiner
- 2002: keiner
- 2001:  Japan
- 2000:  Japan und  Slowakei
- 1999:  Belgien und  Peru
- 1998:  Japan und  Tschechien
- 1997:  Japan
- 1996:  Japan
- 1995:  Japan
- 1994:  Frankreich
- 1993:  Ungarn
- 1992:  Argentinien
- 1991:  Japan

## Sieger und Finalisten (Vereine)

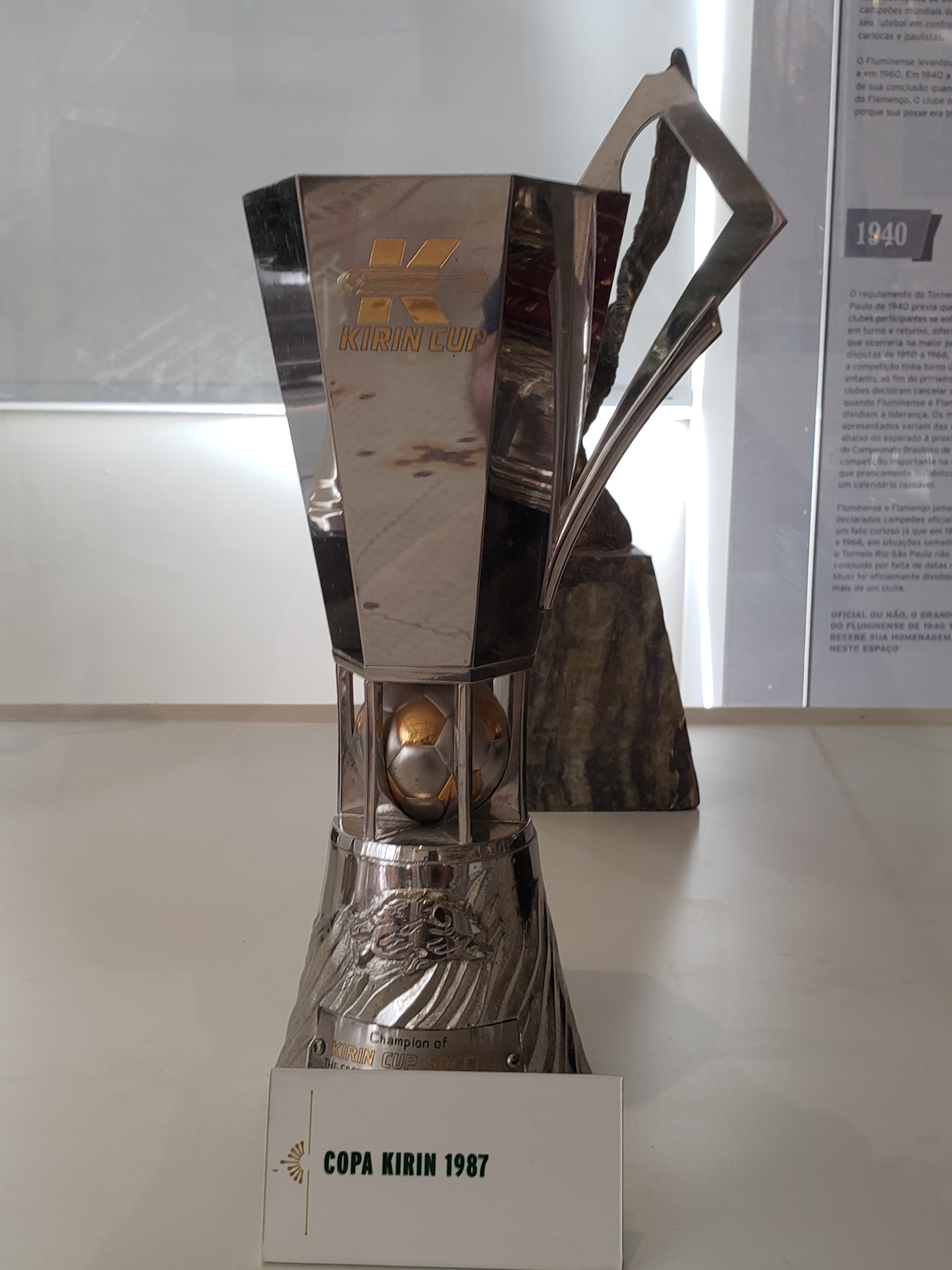
Kirin Cup 1987.

- 1990: nicht ausgetragen
- 1989: nicht ausgetragen
- 1988:  CR Flamengo
- 1987:  Fluminense
- 1986:  Werder Bremen
- 1985:  FC Santos
- 1984:  SC Internacional
- 1983:  Newcastle United
- 1982:  Werder Bremen
- 1981:  FC Brügge
- 1980:  FC Middlesbrough
- 1979:  Tottenham Hotspur
- 1978:  Borussia Mönchengladbach und  SE Palmeiras